# Pfarrkirche Schwarzenbach (Niederösterreich)

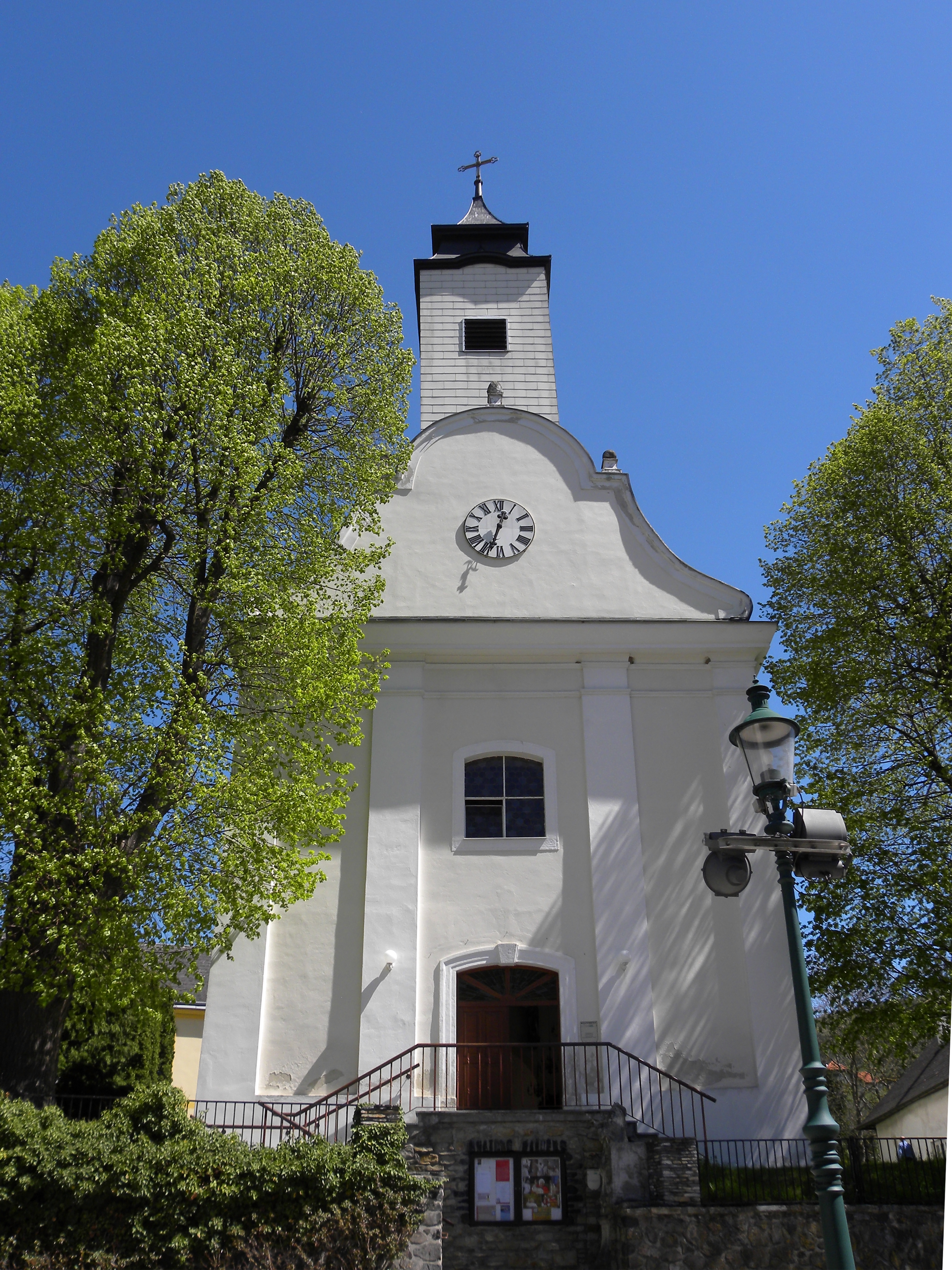
Kath. Pfarrkirche hl. Bartholomäus in Schwarzenbach

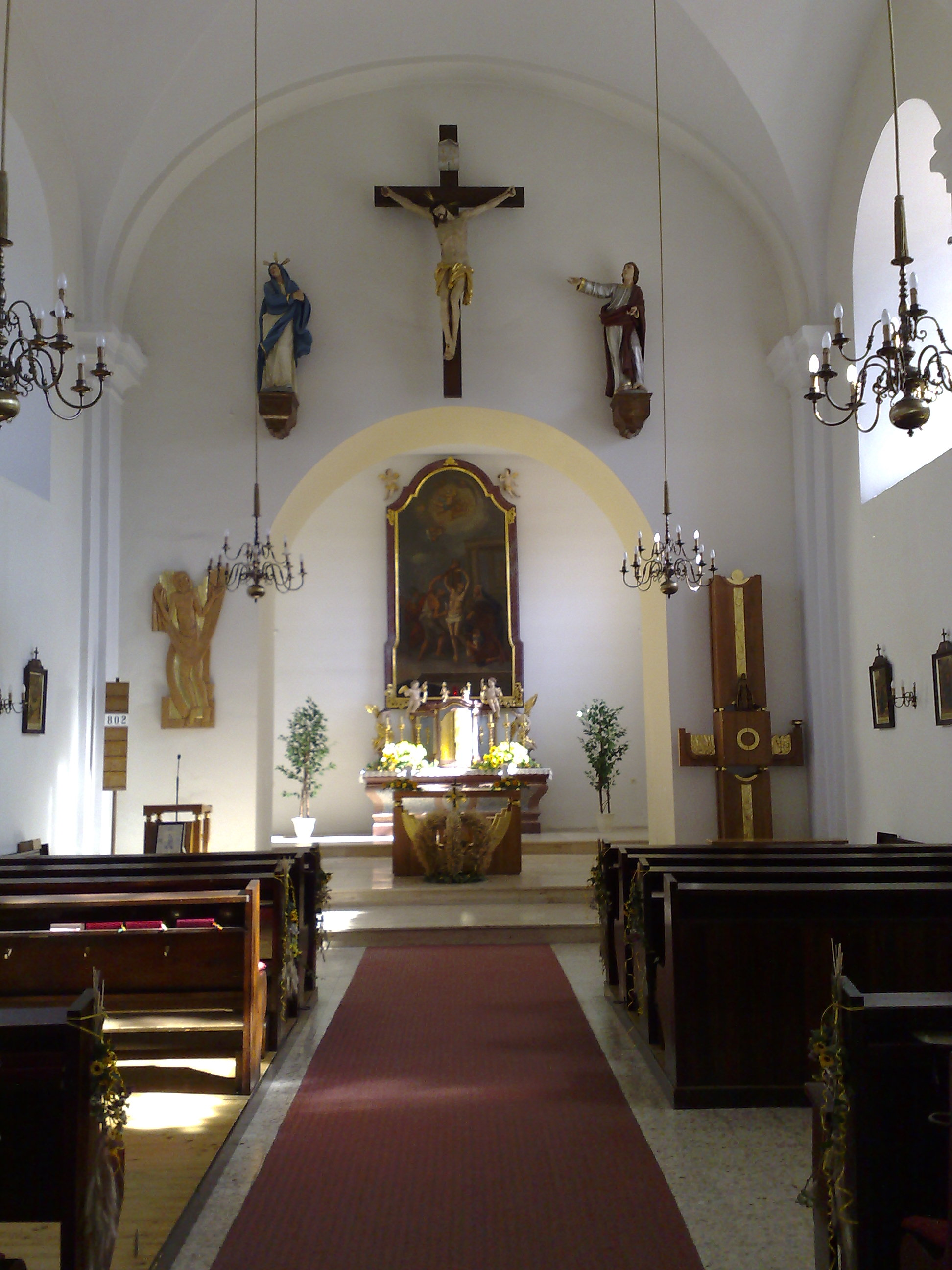
Im Langhaus zum Chor

Die römisch-katholischer Pfarrkirche Schwarzenbach steht in der Marktgemeinde Schwarzenbach im Bezirk Wiener Neustadt-Land in Niederösterreich. Die dem heiligen Bartholomäus geweihte Kirche gehört zum Dekanat Kirchschlag im Vikariat Unter dem Wienerwald der Erzdiözese Wien. Die Kirche steht unter Denkmalschutz (Listeneintrag).

## Geschichte
Am selben Standort der heutigen Pfarrkirche stand eine alte kleinere Kirche, die um das Jahr 1407 erbaut wurde. Von dieser ist heute nichts mehr vorhanden. Der letzte Rest, der als Sakristei benützt wurde, wurde in den Jahren 1964–1967 bei der Erweiterung und Renovierung der heutigen Kirche abgerissen. Die Erweiterung ging in Richtung Hochaltar, die Sakristei, die Beichtkammer sowie die Seitenkapelle wurden dazugebaut.
Der Turm, die Form stammt aus dem Jahre 1609, war zuerst über dem Hochaltar der alten Kirche aufgestellt. Beim Bau der heutigen Kirche wurde er umgedreht, vom Hochaltar nach rückwärts, über dem Chor der heutigen Kirche aufgestellt.
Die heutige Kirche stammt aus dem Jahr 1767 und wurde unter Fürst Nikolaus I. Esterházy de Galántha erbaut, nachdem sie im Jahre 1707 beim Einfall der Kuruzzen geplündert und niedergebrannt wurde.
Zum 1. September 2016 wechselte die Pfarre vom Dekanat Lanzenkirchen zum Dekanat Kirchschlag.

## Architektur
Bei der Pfarrkirche handelt es sich um den Baustil Rokoko-Empire. Sie ist eine sogenannte Saalkirche mit tektonischem Gewölbe und dem heiligen Apostel Bartholomäus geweiht.

## Ausstattung
Das Einrichtung ist eine Mischung aus Barock und Moderne.
In der Sakramentskapelle steht ein barocker Tabernakel. In der Nische gegenüber befindet sich „Maria mit dem Jesukind“. Rechts befindet sich das Bild des hl. Johannes von Nepomuk, links das Bild der „Unbefleckten Empfängnis“. Vorne im erweiterten Teil: Kreuzigungsgruppe und Volksaltar, an den Wänden befinden sich 14 Kreuzwegbilder. Das Altarbild, eine Darstellung des hl. Apostel Bartholomäus, wurde restauriert. Der Hauptaltar wurde neu errichtet. Die Orgel aus 1888 mit 9 Registern stammt von Josef Mauracher.